# Romina Paula
Romina Paula (Buenos Aires, 14 de maig de 1979) és una escriptora, directora de teatre i actriu argentina.

## Biografia
Romina Paula és originària de Buenos Aires, on va fer els seus estudis en teatre. Com a escriptora va publicar les novel·les ¿Vos me querés a mi? (Entropía, 2005), Agosto (Entropía, 2009) i Acá todavía (Entropía, 2016), i diversos contes en antologies.
Com a dramaturga i directora de teatre va estrenar les obres Si te sigo, muero (basada en textos d’ Héctor Viel Temperley, 2005), El tiempo todo entero, Algo de ruido hace i Fauna.
També va participar com a actriu en nombroses pel·lícules argentines.

## Dramatúrgia i direcció de teatre
- 2006: El Silencio
- 2008: Algo de ruido hace
- 2009: El tiempo todo entero
- 2013: Fauna[8]
- 2020: Teoría King Kong (fragmento «Chica King Kong»)[9]

## Filmografia
Directora
- 2019: De nuevo otra vez

Intèrpret
- 2006: La Punta del diablo de Marcelo Paván[10]
- 2007: El Hombre robado de Matías Piñeiro[11]
- 2008: Resfriada de Gonzalo Castro[12]
- 2009: Todos mienten de Matías Piñeiro[13]
- 2011: Medianeras de Gustavo Taretto[14]
- 2011: El estudiante de Santiago Mitre[15]
- 2012: Viola de Matías Piñeiro : Ruth[16]
- 2019: De nuevo otra vez
- 2020: Edición ilimitada

## Publicacions literàries
- 2005: ¿Vos me querés a mí?, Editorial Entropía
- 2009: Agosto,[17] Editorial Entropía. Finalista del premio Nueva Novela de Página/12
- 2013: Tres obras,[18] Editorial Entropía
- 2016: Acá todavía,[19] Editorial Entropía[20][21]
- 2021: Archivos de Word, Editorial Entropía

## Premis i distincions
Festival Internacional de Cinema de Sant Sebastià
| Any  | Categoria        | Pel·lícula        | Resultat  |
| ---- | ---------------- | ----------------- | --------- |
| 2019 | Premi Horizontes | De nuevo otra vez | Guanyador |